# Jesús Nogueiras
Jesús Nogueiras (Santa Clara, 17 luglio 1959) è uno scacchista cubano.
Grande maestro dal 1979, negli anni 1980-2000 è stato tra i più forti giocatori a livello mondiale.
Vinse cinque volte il Campionato cubano (1977, 1978, 1984, 1991, 2000).
Ha partecipato con la nazionale cubana a 14 olimpiadi degli scacchi dal 1980 al 2008 (7 volte in prima scacchiera), ottenendo il risultato complessivo di +46 –22 =78 (58,2 %).
Tra gli altri risultati di rilievo:
- 1984 : 1º al Capablanca Memorial di L'Avana
- 1985 : 2º al torneo interzonale di Taxco dietro Jan Timman
- 1991 : =1º Michail Tal' e Julio Granda Zúñiga al Memorial Najdorf di Buenos Aires
- 1997 : 1º al Torre Memorial di Mérida
- 2004 : 1º a L'Avana
- 2008 : =1º con Hernández Carmenates a Santa Clara

Nella lista FIDE di aprile 2009 aveva 2570 punti Elo.